# Büscheliger Rasling
Der Büschelige Rasling oder Braune Rasling (Lyophyllum decastes, Syn. Lyophyllum aggregatum) ist ein Pilz aus der Familie der Raslingsverwandten.

## Makroskopische Merkmale
Der Hut des Büscheligen Raslings ist 3 bis 15 Zentimeter breit. Die Hutfarbe variiert von braun über graubraun bis hin zu grau. Die Oberfläche kann einfarbig sein oder gefleckt bis gestreift erscheinen. Das Fleisch hat eine feste, elastische Konsistenz und riecht leicht mehlartig. Die weißlichen Lamellen sind ausgebuchtet am Stiel angewachsen. Der Stiel ist schmutzig-weißlich, von der Basis her nachdunkelnd gefärbt und besitzt zähes, faseriges Fleisch. Die Fruchtkörper stehen einzeln oder sind zu mehreren Exemplaren büschelig verwachsen.

## Mikroskopische Merkmale
Die Sporen ohne Keimporus sind glatt, rundlich und messen 5–6,5 Mikrometer. Das weiße Sporenpulver ist inamyloid. Die Basidien sind siderophil. Zystiden sind nicht vorhanden.

## Artabgrenzung
Der Büschelige Rasling kann leicht mit anderen büschelig wachsenden Raslingen wie dem Gepanzerten Rasling (Lyophyllum loricatum) und dem Frost-Rasling (Lyophyllum fumosum) verwechselt werden, die ebenfalls essbar sind. Der giftige Riesen-Rötling (Entoloma sinuatum) besitzt hellere Hutfarben, und seine Lamellen sind zumindest bei älteren Exemplaren rosa bis rötlich gefärbt.

## Ökologie
Der Pilz kommt als bodenbewohnender Saprobiont häufig in Laub- und Mischwäldern sowie auf Wiesen vor und bevorzugt lockere, humose Böden. Die Fruchtkörper erscheinen im Frühjahr von April bis Mai sowie im Herbst von September bis November.

## Bedeutung
Der Büschelige Rasling ist ein guter, sehr ergiebiger Speisepilz. Verwendet werden sollten nur die Hüte, da die Stiele zähfleischig sind.